# هوبير تي ماكجي
هوبير تي ماكجي (بالإنجليزية: Hubert T. McGee)‏ هو مهندس معماري أمريكي، ولد في 7 يونيو 1864، وتوفي في 26 مايو 1946.